# George Henry Hepting
George Henry Hepting (1 de septiembre de 1907 - Copenhague, 29 de abril de 1988) fue un micólogo, botánico, silvicultor, y fitopatología estadounidense.

El Servicio Forestal de los Estados Unidos lo nombra “Líder pionero en patología forestal”.
Llevó a cabo investigaciones fundamentales sobre el papel del ozono como causa de enfermedades en bosques. También se destacó por la creación del primer sistema computarizado para la recuperación de información en el sector forestal.
Hepting fue Jefe Fitopatólogo en la Estación Experimental Forestal del Sureste, del Servicio Forestal de los Estados Unidos.

## Algunas publicaciones
- 1971. Diseases of forest and shade trees of the United States. Agriculture handbook 386 Forest service. Ed. U.S.D.A. Forest Service, 658 p.
- 1944. Little Leaf Disease of Pine. USDA Circular 716. Con L.W. R. Jackson, Thomas S. Bechanan. Ed. U.S. Gov. Printing Office, 15 p.
- 1937. Decay in Merchantable Oak, Yellow Poplar, and Basswood in the Appalachian Region. Con George G. Hedgcock. Ed. U.S.D.A. 30 p.
- 1935. Decay Following Fire in Young Mississippi Delta Hardwoods. USDA Technical Bull. 494. Ed. U.S.D.A. 32 p.

## Premios y reconocimientos

### Galardones
- 1969 - primer silvicultor elegido en la Academia Nacional de Ciencias (Estados Unidos) [1]
- 1954 - premio al Servicio Superior de la Departamento de Agricultura de los Estados Unidos[1]
- 1963 - premio Moore Barrington por sus logros sobresalientes en la investigación forestal[1]
- 1974 - premio Weyerhaeuser por Entendimiento histórico de la Escritura Sociedad de Historia Forestal[1]

### Membresías
- Academia Nacional de Ciencias de Estados Unidos[1][2]
- 1965 - Sociedad de Forestadores de EE. UU.[1]
- 1966 - Sociedad Fitopatológica de EE. UU.[1]